# Callisto (geslacht)
 Callisto is een geslacht van vlinders uit de familie mineermotten (Gracillariidae).

## Soorten
- Callisto albicinctella Kuznetzov, 1979
- Callisto coffeella (Zetterstedt, 1839)
- Callisto denticulella (Thunberg, 1794)
- Callisto elegantella Kuznetzov, 1979
- Callisto insperatella (Nickerl, 1864)
- Callisto pfaffenzelleri (Frey, 1856)